# Andrea Navarra
Pour les articles homonymes, voir Navarra.
Andrea Navarra (né le 25 février 1971 à Cesena) est un ancien pilote de rallye italien.

## Biographie
Andrea Navarra a débuté en compétition automobile en 1989 sur Fiat Ritmo, et remporté sa première course importante en 1993 au rallye Golfo dell'Asinara sur Lancia Delta HF.
Il a concouru en championnat d'Europe des rallyes de 1994 à 1999.
Ses copilotes furent Renzo Casazza de 1993 à 1998, Simona Fedeli (son épouse) de 1999 à 2005, Guido D'Amore en 2006-2007, et Dario D'Esposito en 2007.

## Palmarès

### Titres
- 1998 : Champion d'Europe des rallyes (Subaru Impreza WRX 555);
- 2001 : Trophée Fiat Punto italien (Fiat Punto);
- 2002 à 2004 : Challenge asphalte italien (Subaru Impreza WRC, puis WRX);
- 2002 à 2004 : Trophée italien des rallyes Terre (Subaru Impreza WRC, puis WRX);
- 2004 : Champion d'Italie des rallyes (Subaru Impreza WRX STI);
- 2004 : Champion d'Italie des rallyes Groupe N (Subaru Impreza WRX STI);
- 2004 : Vainqueur de la Coupe d'Europe FIA des rallyes d'Europe du sud (Subaru Impreza WRX STI);
- 2004 et 2005 : Vainqueur de la Coupe des conducteurs Groupe N en challenge asphalte;
- 2004 : Vainqueur de la Coupe des conducteurs 4WD Groupe N en challenge asphalte;
- 2004 : Trophée italien des rallyes Terre (et vainqueur du Groupe N4);
  - 2005: 2e de la Coupe FIA de zone Ouest (Mitsubishi Lancer Evo VIII);
  - 2008 : vice-champion d'Italie des rallyes (Fiat Grande Punto Super 2000);
  - 2007: 3e de l'Intercontinental Rally Challenge (Fiat Abarth Grande Punto S2000);
  - 1998 et 2006: 3e du championnat d'Italie des rallyes (Subaru Impreza WRX, puis Fiat Abarth Grande Punto S2000).

### Victoire en IRC
- 2007: Rallye Safari du Kenya (et 3e au général);

### 11 victoires en championnat d'Europe
- 1994, 1999, 2003 et 2004 : rallye di San Marino;
- 2004, et 2005 (zone ouest) : rallye Costa Smeralda Terra Sarda;
- 2004, et 2005 (zone ouest) : rallye San Martino di Castrozza;
- 1998 : rallye del Ciocco e Valle del Serchio;
- 1998 : rallye de Chypre;
- 2008 : rallye del Salento (zone sud);

### 16 victoires en championnat d'Italie
- 1994, 1999, 2003, et 2004 : Rallye di San Marino;
- 2004 et 2005 : rallye San Martino di Castrozza;
- 1996 et 1998 : Rally del Ciocco e Valle del Serchio;
- 2002: rallye Tutta Terra Toscana;
- 2002, 2004 et 2005: rallye de l'Adriatique;
- 2004: rallye Tutta Terra Toscana;
- 2004 et 2005: rallye Costa Smeralda Terra Sarda;
- 2008: rallye del Salento;

### Victoires en championnat d'Italie deux roues motrices
- 2000: rallye del Molise;

### 14 victoires en championnat d'Italie Terre
- 1993: rallye de Terre Piancavallo;
- 2001: rallye di San Crispino;
- 2002, 2003, 2004, et 2011: rallye de l'Adriatique;
- 2002 et 2003: rally Altopiano 7 Comuni;
- 2002 et 2004: rallye Tutta Terra Toscana;
- 2003: rallye Terre Prealpi Trevigiane;
- 2003 et 2004: rallye San Marino;
- 2004: rallye Costa Smeralda Terra Sarda;

### Autres victoires
- 2001: rallye Arretium;
- 2004: rallye Ronde del Rubicone;
- 2005: rallye Ronde Colline di Cesena.